# Tufnell Park (métro de Londres)
Pour les articles homonymes, voir Tufnell.
Tufnell Park est une station de la Northern line du métro de Londres, en zone 2. Elle est située sur la Fortess Road, à Tufnell Park (en), sur le territoire du borough londonien d'Islington.

## Histoire
La station a ouvert le 22 juin 1907. Elle servait alors de station à la Charing Cross, Euston & Hampstead Railway. Bien qu'adjacente à la Junction Road railway station, aucune connexion n'existe et n'a jamais existé entre les deux stations. La station a subi une mordernisation en 2004 avec notamment un changement des systèmes de communication.

## À proximité
- Tufnell Park (en)